# Каїка чорноголовий
Ка́їка чорноголовий (Pyrilia caica) — вид папугоподібних птахів родини папугових (Psittacidae). Мешкає в Південній Америці.

## Опис
Довжина птаха становить 23 см, вага 130 г. Забарвлення переважно зелене, голова чорна, шия і потилиця жовті з рудувато-коричневим відтінком, горло і верхня частина грудей оливково-коричневі. Плечі мають синьо-зелений відтінок, першорядні покривні пера крил темно-сині з зеленими краями, махові пера чорні з зеленими краями, нижня сторона махових пер синьо-зелена. Центральні стернові пера мають сині кінчики, крайні стернові пера мають жовті краї. Навколо очей кільця голої світло-сірої шкіри. Райдужки оранжеві, дзьоб роговий.

## Поширення і екологія
Чорноголові каїки мешкають на сході Венесуели, в Гаяні, Суринамі, Французькій Гвіані і на півночі Бразильської Амазонії (на північ від Амазонки, на схід від гирла Ріу-Негру). Вони живуть у вологих рівнинних і заболочених тропічних лісах та у вологих саванах. Зустрічаються на висоті до 1100 м над рівнем моря. Живляться горіхами, насінням, плодами і ягодами.

## Збереження
МСОП класифікує цей вид як такий, що не потребує особливих заходів зі збереження. За оцінками, популяція чорноголових каїк становить приблизно 250 тисяч дорослих птахів.